# Мероп (царь Коса)
Мероп (Меропс, др.-греч. Μέροψ ο Κώος) — персонаж древнегреческой мифологии. Царь Коса. Назвал Кос именем своей дочери, а жителей меропами. Был женат на нимфе Эфимии, Артемида пронзила её стрелами, а Персефона унесла в царство мертвых. Оплакивал её и превращен в орла, стал созвездием Орла. Отец Евмела. По некоторым сведениям, впервые начал поклоняться богам.